# Damalis dimidiata
Damalis dimidiata là một loài ruồi trong họ Asilidae. Damalis dimidiata được Oldroyd miêu tả năm 1960.